# ایگوآنای زمینی گالاپاگوس
ایگوآنای زمینی گالاپاگوس (نام علمی: Conolophus subcristatus) نام یک گونه از سرده ایگوآناهای زمینی گالاپاگوس است.